# Joran (voornaam)
Joran, varianten Jöran en Jorán,  is een Nederlandse voornaam. De voornaam werd populair vanaf ca. 1970 maar de populariteit nam sterk af als naam voor pasgeborenen vanaf ongeveer 2010, mogelijk vanwege de arrestatie van Nederlandse misdadiger Joran van der Sloot dat jaar.  
De naam wordt gebruikt in Zweden als Göran of Jöran en is de Zweedse variant van George. Ook wordt wel gedacht dat de naam een variant is van Joram, een koning uit de Hebreeuwse Bijbel. 
Personen met de voornaam Joran zijn onder meer:
- de Belgische tennisser Joran Vliegen
- de eveneens Belgische veldrijder Joran Wyseure.
- Nederlands voetballer Joran Pot
- Nederlands voetballer Joran Swart
- Nederlands voetballer Joran Vermeulen
- Nederlands honkballer Joran Klarenbeek